# Droga wojewódzka nr 600
Droga wojewódzka nr 600 (DW600) – droga wojewódzka o długości 46 km, łącząca miasto i gminę Mrągowo z miastem i gminą Szczytno. Droga w całości biegnie na terenie powiatów mrągowskiego i szczycieńskiego.
Droga DW600 jest częścią Szlaku zamków krzyżackich, który prowadzi z Węgorzewa do Działdowa. 
Nawierzchnia drogi jest w tragicznym stanie. Droga jest bardzo wąska a na odcinku od Kałęczyna do Mrągowa jest bardzo kręta. Zalecaną trasą dla aut osobowych ze Szczytna do Mrągowa jest dk58, dw601 i dk59.

## Miejscowości leżące przy trasie DW600
Powiat Mrągowski
- Mrągowo (DK59), (DK16), (DW591)
- Gwiazdowo
- Karwie
- Dobroszewo
- Grabowo
- Borowe
- Karczewiec
- Rybno

Powiat Szczycieński
- Śledzie
- Kałęczyn
- Rańsk
- Orzyny
- Jabłonka
- Nowe Kiejkuty
- Romany
- Szczytno (DK57), (DK58), (DK53)